# Le Syndicat
Le Syndicat – miejscowość i gmina we Francji, w regionie Grand Est, w departamencie Wogezy.
Według danych na rok 1990 gminę zamieszkiwało 1770 osób, a gęstość zaludnienia wynosiła 97 osób/km² (wśród 2335 gmin Lotaryngii Le Syndicat plasuje się na 237. miejscu pod względem liczby ludności, natomiast pod względem powierzchni na miejscu 228.).